# Guinarthe-Parenties
Guinarthe-Parenties là một commune tỉnh Pyrénées-Atlantiques, thuộc vùng Nouvelle-Aquitaine, tây nam nước Pháp.